# Костырино
Косты́рино (до 1948 года Чонгеле́к Ру́сский; укр. Костиріне, крымскотат. Çöñgelek, Чёнъгелек) — село в Ленинском районе (Автономной) Республики Крым, входит в состав Заветненского сельского поселения (Заветненского сельсовета).

## Население
| 2001 | 2014 |
| ---- | ---- |
| 140  | ↘45  |

Всеукраинская перепись 2001 года показала следующее распределение по носителям языка
| Язык             | Процент |
| ---------------- | ------- |
| русский          | 75      |
| крымскотатарский | 20      |
| украинский       | 5       |

### Динамика численности
| - 1926 год — 28 чел. - 1939 год — 136 чел. - 1989 год — 464 чел. | - 2001 год — 140 чел. - 2009 год — 79 чел. - 2014 год — 45 чел. |

## Современное состояние
На 2017 год в Костырино числится 1 улица — Приозёрная; на 2009 год, по данным сельсовета, село занимало площадь 71,9 гектара на которой, в 30 дворах, проживало 79 человек. Костырино связано автобусным сообщением с Керчью и соседними населёнными пунктами. В послевоенное время в селе действовал стационар психоневрологического диспансера — психиатрическая больница № 2 Керчи, ликвидированная 4 февраля 2016 года. В селе в 1965 году установлен памятный знак в честь воинов-односельчан, погибших в годы Великой Отечественной войны, постановлением Совета министров Республики Крым № 627 от 20 декабря 2016 года отнесённый к категории объектов культурного наследия России.

## География
Костырино расположено на юго-востоке района и Керченского полуострова, в Ченгулекской балке, у впадения её в юго-восточную часть Тобечикского озера, высота центра села над уровнем моря — 0 м, находится примерно в 77 километрах (по шоссе) на юго-восток от районного центра Ленино, ближайшая железнодорожная станция — Керчь — около 32 километров, на южном берегу озера Тобечикское. Транспортное сообщение осуществляется по региональной автодороге 35Н-314 Костырино — Набережное (по украинской классификации — С-0-10806)

## Чонгелекский нефтепромысел
Естественные выходы нефти в окрестностях Чонгелека известны с древнейших времён: ещё при Боспорском царстве её собирали, используя для освещения и лечения. Во времена Крымского ханства нефть добывали как с естественных луж, так и с помощью колодцев, собирая её с поверхности воды обрезанными конскими хвостами. Нефть применяли для смазки осей телег, лечения скота и продажи чумакам, которые, кроме смазки, пропитывали ею плащи-накидки, делая их водонепроницаемыми. В 1792 году капитан Клобуков привез в Николаев пробный бочонок чонгелекской нефти и сообщил, что добывают её 0,5 тонны в год. Маркшейдер Козин в отчёте о состоянии производимых разработок 1823—1825 года описал «на земле… дер. Шунгулек» колодцы глубиной до 4 сажен, с породами, пропитанными нефтью. Со стен колодца нефть стекала (колодцы углубляли до появления воды) на дно и уже там её собирали с помощью войлоков на верёвке, или привязанными к шесту конскими хвостами, получая от 3 до 10 фунтов горючего в сутки.
В 1861 году пробные бурения на нефть в Чонгелеке проводил американец Гатен, промышленная добыча нефти началась в 1866 году— первый и на то время единственный нефтепромысел в Крыму (по другим данным в 1896 году). За время эксплуатации месторождения здесь отметились многие российские и иностранные компании. В 1907 году одна из вышек начала фонтанировать и её заглушили, опасаясь попадания нефти в Тобечикское озеро и возможного вреда добыче соли. На 1920-е годы из 4 вышек эксплуатировалась одна. Нефть добывали желонкой, за сутки поднимая 3,5 тонны.
Во время немецкой оккупации работники спрятали нефтедобывающее оборудование, а после вступления Красной Армии добыча была возобновлена: за первые 2 дня было добыто 50 тонн нефти. В 1960-х годах добычу нефти на Чонгелеке прекратили. В 2021 году ликвидированы 6 неэксплуатируемых скважин нераспределенного фонда недр на Приозерненском газонефтяном месторождении, было устранено «интенсивное нефте и водопроявление, очищена площадка от загрязненного нефтью грунта вокруг скважины, установлены изоляционные мосты, территория скважин очищена от замазученного грунта».

## История
Впервые в доступных источниках селение встречается на верстовой карте Крыма 1896 года, где обозначено безымянное селение с припиской «к Чонгелеку» с православным кладбищем и нефтяной скважиной.
В Списке населённых пунктов Крымской АССР по Всесоюзной переписи 17 декабря 1926 года, числится хутор Чонгелек (русский), с 8 дворами (население 28 человек, все украинцы) входил в состав Яныш-Такилского сельсовета (в котором село состояло всю дальнейшую историю) Керченского района. Постановлением ВЦИК «О реорганизации сети районов Крымской АССР» от 30 октября 1930 года (по другим сведениям 15 сентября 1931 года) Керченский район упразднили и село включили в состав Ленинского, а, с образованием в 1935 году Маяк-Салынского района (переименованного 14 декабря 1944 года в Приморский) — в состав нового района. По данным всесоюзной переписи населения 1939 года в селе проживало 136 человек. На подробной карте РККА Керченского полуострова 1941 года в селе Чонгелек русский обозначено 17 дворов.
После освобождения Крыма от фашистов, 12 августа 1944 года было принято постановление № ГОКО-6372с «О переселении колхозников в районы Крыма» и в сентябре того же года в район приехали первые новоселы 204 семьи из Тамбовской области, а в начале 1950-х годов последовала вторая волна переселенцев из различных областей Украины. С 25 июня 1946 года Чонгелек в составе Крымской области РСФСР. Указом Президиума Верховного Совета РСФСР от 18 мая 1948 года, Чонгелек русский переименовали в Костырино. Село получило название в память о Герое Советского Союза Татьяне Костыриной, младшем лейтенанте, снайпере 691-го стрелкового полка 383-й стрелковой дивизии Приморской армии, погибшей в бою за посёлок Аджимушкай во время Эльтигенского десанта 22 ноября 1943 года. В селе установлен бюст героини и памятный знак — объект культурного наследия России. 26 апреля 1954 года Крымская область была передана из состава РСФСР в состав УССР. Указом Президиума Верховного Совета УССР «Об укрупнении сельских районов Крымской области», от 30 декабря 1962 года Приморский район был упразднён и вновь село присоединили к Ленинскому. По данным переписи 1989 года в селе проживало 464 человека. С 12 февраля 1991 года село в восстановленной Крымской АССР, 26 февраля 1992 года переименованной в Автономную Республику Крым. С 21 марта 2014 года — в составе Республики Крым России.